# Llista d'asteroides/138701-138800
| Nom      | Designació provisional | Data de descobriment   | Lloc de descobriment | Descobridor/s |
| -------- | ---------------------- | ---------------------- | -------------------- | ------------- |
| 138701 - | 2000 SJ80              | 24 de setembre de 2000 | Socorro              | LINEAR        |
| 138702 - | 2000 SW85              | 24 de setembre de 2000 | Socorro              | LINEAR        |
| 138703 - | 2000 SK89              | 28 de setembre de 2000 | Socorro              | LINEAR        |
| 138704 - | 2000 SO90              | 22 de setembre de 2000 | Socorro              | LINEAR        |
| 138705 - | 2000 SU90              | 22 de setembre de 2000 | Socorro              | LINEAR        |
| 138706 - | 2000 SR92              | 23 de setembre de 2000 | Socorro              | LINEAR        |
| 138707 - | 2000 SP95              | 23 de setembre de 2000 | Socorro              | LINEAR        |
| 138708 - | 2000 SW95              | 23 de setembre de 2000 | Socorro              | LINEAR        |
| 138709 - | 2000 SJ101             | 24 de setembre de 2000 | Socorro              | LINEAR        |
| 138710 - | 2000 SE103             | 24 de setembre de 2000 | Socorro              | LINEAR        |
| 138711 - | 2000 SN104             | 24 de setembre de 2000 | Socorro              | LINEAR        |
| 138712 - | 2000 SJ105             | 24 de setembre de 2000 | Socorro              | LINEAR        |
| 138713 - | 2000 SK117             | 24 de setembre de 2000 | Socorro              | LINEAR        |
| 138714 - | 2000 SC126             | 24 de setembre de 2000 | Socorro              | LINEAR        |
| 138715 - | 2000 SK129             | 22 de setembre de 2000 | Socorro              | LINEAR        |
| 138716 - | 2000 SU130             | 22 de setembre de 2000 | Socorro              | LINEAR        |
| 138717 - | 2000 SB135             | 23 de setembre de 2000 | Socorro              | LINEAR        |
| 138718 - | 2000 SW139             | 23 de setembre de 2000 | Socorro              | LINEAR        |
| 138719 - | 2000 SB144             | 24 de setembre de 2000 | Socorro              | LINEAR        |
| 138720 - | 2000 SV156             | 25 de setembre de 2000 | Socorro              | LINEAR        |
| 138721 - | 2000 SY156             | 26 de setembre de 2000 | Socorro              | LINEAR        |
| 138722 - | 2000 SA157             | 26 de setembre de 2000 | Socorro              | LINEAR        |
| 138723 - | 2000 SY158             | 27 de setembre de 2000 | Kitt Peak            | Spacewatch    |
| 138724 - | 2000 SZ164             | 23 de setembre de 2000 | Socorro              | LINEAR        |
| 138725 - | 2000 SF175             | 28 de setembre de 2000 | Socorro              | LINEAR        |
| 138726 - | 2000 SY176             | 28 de setembre de 2000 | Socorro              | LINEAR        |
| 138727 - | 2000 SU180             | 27 de setembre de 2000 | Socorro              | LINEAR        |
| 138728 - | 2000 SO186             | 21 de setembre de 2000 | Haleakala            | NEAT          |
| 138729 - | 2000 SB187             | 21 de setembre de 2000 | Haleakala            | NEAT          |
| 138730 - | 2000 SP187             | 21 de setembre de 2000 | Haleakala            | NEAT          |
| 138731 - | 2000 SE191             | 24 de setembre de 2000 | Socorro              | LINEAR        |
| 138732 - | 2000 SG191             | 24 de setembre de 2000 | Socorro              | LINEAR        |
| 138733 - | 2000 SB195             | 24 de setembre de 2000 | Socorro              | LINEAR        |
| 138734 - | 2000 SG195             | 24 de setembre de 2000 | Socorro              | LINEAR        |
| 138735 - | 2000 SR199             | 24 de setembre de 2000 | Socorro              | LINEAR        |
| 138736 - | 2000 SV199             | 24 de setembre de 2000 | Socorro              | LINEAR        |
| 138737 - | 2000 SX201             | 24 de setembre de 2000 | Socorro              | LINEAR        |
| 138738 - | 2000 SZ203             | 24 de setembre de 2000 | Socorro              | LINEAR        |
| 138739 - | 2000 SF206             | 24 de setembre de 2000 | Socorro              | LINEAR        |
| 138740 - | 2000 SB209             | 25 de setembre de 2000 | Socorro              | LINEAR        |
| 138741 - | 2000 SE213             | 25 de setembre de 2000 | Socorro              | LINEAR        |
| 138742 - | 2000 SR223             | 27 de setembre de 2000 | Socorro              | LINEAR        |
| 138743 - | 2000 SC225             | 27 de setembre de 2000 | Socorro              | LINEAR        |
| 138744 - | 2000 SB235             | 24 de setembre de 2000 | Socorro              | LINEAR        |
| 138745 - | 2000 SM235             | 24 de setembre de 2000 | Socorro              | LINEAR        |
| 138746 - | 2000 SD246             | 24 de setembre de 2000 | Socorro              | LINEAR        |
| 138747 - | 2000 SR246             | 24 de setembre de 2000 | Socorro              | LINEAR        |
| 138748 - | 2000 SU246             | 24 de setembre de 2000 | Socorro              | LINEAR        |
| 138749 - | 2000 SD253             | 24 de setembre de 2000 | Socorro              | LINEAR        |
| 138750 - | 2000 SH253             | 24 de setembre de 2000 | Socorro              | LINEAR        |
| 138751 - | 2000 SC259             | 24 de setembre de 2000 | Socorro              | LINEAR        |
| 138752 - | 2000 SP259             | 24 de setembre de 2000 | Socorro              | LINEAR        |
| 138753 - | 2000 SP270             | 27 de setembre de 2000 | Socorro              | LINEAR        |
| 138754 - | 2000 SA272             | 28 de setembre de 2000 | Socorro              | LINEAR        |
| 138755 - | 2000 SL272             | 28 de setembre de 2000 | Socorro              | LINEAR        |
| 138756 - | 2000 SC273             | 28 de setembre de 2000 | Socorro              | LINEAR        |
| 138757 - | 2000 SR280             | 30 de setembre de 2000 | Socorro              | LINEAR        |
| 138758 - | 2000 SS280             | 30 de setembre de 2000 | Socorro              | LINEAR        |
| 138759 - | 2000 SK281             | 23 de setembre de 2000 | Socorro              | LINEAR        |
| 138760 - | 2000 SO283             | 23 de setembre de 2000 | Socorro              | LINEAR        |
| 138761 - | 2000 SN286             | 26 de setembre de 2000 | Socorro              | LINEAR        |
| 138762 - | 2000 SR287             | 26 de setembre de 2000 | Socorro              | LINEAR        |
| 138763 - | 2000 SX290             | 27 de setembre de 2000 | Socorro              | LINEAR        |
| 138764 - | 2000 SP292             | 27 de setembre de 2000 | Socorro              | LINEAR        |
| 138765 - | 2000 SD306             | 30 de setembre de 2000 | Socorro              | LINEAR        |
| 138766 - | 2000 SL308             | 30 de setembre de 2000 | Socorro              | LINEAR        |
| 138767 - | 2000 ST313             | 27 de setembre de 2000 | Socorro              | LINEAR        |
| 138768 - | 2000 SM314             | 28 de setembre de 2000 | Socorro              | LINEAR        |
| 138769 - | 2000 SP314             | 28 de setembre de 2000 | Socorro              | LINEAR        |
| 138770 - | 2000 SK315             | 28 de setembre de 2000 | Socorro              | LINEAR        |
| 138771 - | 2000 SP316             | 30 de setembre de 2000 | Socorro              | LINEAR        |
| 138772 - | 2000 SH317             | 30 de setembre de 2000 | Socorro              | LINEAR        |
| 138773 - | 2000 SS318             | 26 de setembre de 2000 | Socorro              | LINEAR        |
| 138774 - | 2000 SJ320             | 29 de setembre de 2000 | Kitt Peak            | Spacewatch    |
| 138775 - | 2000 SA328             | 30 de setembre de 2000 | Socorro              | LINEAR        |
| 138776 - | 2000 SH328             | 30 de setembre de 2000 | Kitt Peak            | Spacewatch    |
| 138777 - | 2000 SX330             | 27 de setembre de 2000 | Kitt Peak            | Spacewatch    |
| 138778 - | 2000 ST334             | 26 de setembre de 2000 | Kitt Peak            | Spacewatch    |
| 138779 - | 2000 SL335             | 26 de setembre de 2000 | Kitt Peak            | Spacewatch    |
| 138780 - | 2000 SR338             | 25 de setembre de 2000 | Haleakala            | NEAT          |
| 138781 - | 2000 SH339             | 25 de setembre de 2000 | Socorro              | LINEAR        |
| 138782 - | 2000 SV344             | 20 de setembre de 2000 | Socorro              | LINEAR        |
| 138783 - | 2000 SJ349             | 30 de setembre de 2000 | Anderson Mesa        | LONEOS        |
| 138784 - | 2000 SN350             | 29 de setembre de 2000 | Anderson Mesa        | LONEOS        |
| 138785 - | 2000 SA351             | 29 de setembre de 2000 | Anderson Mesa        | LONEOS        |
| 138786 - | 2000 SL355             | 29 de setembre de 2000 | Anderson Mesa        | LONEOS        |
| 138787 - | 2000 SJ358             | 23 de setembre de 2000 | Socorro              | LINEAR        |
| 138788 - | 2000 SQ359             | 26 de setembre de 2000 | Anderson Mesa        | LONEOS        |
| 138789 - | 2000 SU362             | 20 de setembre de 2000 | Socorro              | LINEAR        |
| 138790 - | 2000 SZ362             | 19 de setembre de 2000 | Kitt Peak            | Spacewatch    |
| 138791 - | 2000 SK363             | 21 de setembre de 2000 | Anderson Mesa        | LONEOS        |
| 138792 - | 2000 SP365             | 21 de setembre de 2000 | Anderson Mesa        | LONEOS        |
| 138793 - | 2000 SV368             | 25 de setembre de 2000 | Anderson Mesa        | LONEOS        |
| 138794 - | 2000 TU2               | 1 d'octubre de 2000    | Socorro              | LINEAR        |
| 138795 - | 2000 TB4               | 1 d'octubre de 2000    | Socorro              | LINEAR        |
| 138796 - | 2000 TV6               | 1 d'octubre de 2000    | Socorro              | LINEAR        |
| 138797 - | 2000 TR9               | 1 d'octubre de 2000    | Socorro              | LINEAR        |
| 138798 - | 2000 TA13              | 1 d'octubre de 2000    | Socorro              | LINEAR        |
| 138799 - | 2000 TT15              | 1 d'octubre de 2000    | Socorro              | LINEAR        |
| 138800 - | 2000 TZ19              | 1 d'octubre de 2000    | Socorro              | LINEAR        |